# Joost van Es
Joost van Es est un musicien néerlandais né le 28 juin 1968 aux Pays-Bas. Il a été le joueur de violon, guitare, mandoline et banjo du groupe Omnia.

## Compléments
Joost van Es a participé au disque du groupe Turquoise.